# Jill Gibson
Jill Gibson (Los Ángeles, California, 18 de junio de 1942) es una cantante, compositora, fotógrafa, pintora y escultora estadounidense. Es reconocida por haber hecho parte brevemente del grupo de rock The Mamas & the Papas. También fue una de las fotógrafas principales en el Monterey Pop Festival de 1967.
Su breve carrera como cantante en The Mamas & the Papas fue debido a que una de las cantantes del grupo, Michelle Phillips, tras tener una aventura sentimental con Gene Clark, de The Byrds, en 1966, fue expulsada de la banda por su líder y marido, John Phillips, aunque reincorporada nuevamente al cabo de dos meses.